# 分倍河原之戰 (室町時代)
分倍河原之戰（日语：／ Bubaigawaranotatakai）是在室町時代後期的享德4年（1455年）1月21日至22日於武藏國多摩川河畔分倍河原（現今東京都府中市）由足利成氏率領的鐮倉公方勢力和上杉顯房率領的（總大將是在京都的上杉房顯）關東管領勢力之間進行的合戰。
這次戰役成為與應仁之亂並稱為室町時代最大戰亂的享德之亂的序幕。

## 背景
在永享之亂中滅亡的鐮倉公方在經過10年後，為了再興鐮倉府而展開行動。在京都的室町幕府，管領細川勝元因為過去幕府和鐮倉公方之間的對立，對於這些行動有所懷疑，因此表示反對，而前管領畠山持國和越後國守護上杉房定則表示贊成。最後，幕府同意再興。
被選為新鐮倉公方的是被幕府消滅的前公方足利持氏的遺兒永壽王丸，而被選為輔佐永壽王丸的新關東管領則是前關東管領上杉憲實的兒子憲忠（山內上杉家）。已經出家的憲實考慮到此前的永享之亂中，是因自己與持氏的意見對立而起，因此永壽王丸會怨恨自己和自己的兒子，於是強迫憲忠辭退。不過在山內上杉家的家宰長尾景仲和扇谷上杉家的家宰太田資清強烈勸導之下，憲忠最終答應。
文安4年（1447年），永壽王丸和憲忠進入鐮倉，憲忠被任命為關東管領。寶德元年（1449年），永壽王丸元服，被任命為從五位下左馬頭，並拜領將軍足利義成（後來的義政）的偏諱，改名為足利成氏，正式就任第5代鐮倉公方。此後，成氏登用在永享之亂和結城合戰中為鐮倉公方家殉死的武將遺兒結城成朝、簗田持助、里見義實等人為側近，引起上杉氏和上杉家臣團的強烈反對。
寶德2年（1450年），持助奉成氏之命，押領相模國鐮倉郡長尾鄉（現今橫濱市榮區長尾台）（長尾鄉是上杉氏的第一重臣長尾氏的發祥地，此地的御靈宮是長尾氏一門祭祀祖先的中心）。此事激起長尾景仲等長尾氏一族的憤慨，於是與同情長尾氏的太田資清（景仲的女婿）一同強烈抗議，但是成氏側並不打算歸還領地。
4月20日，景仲和資清率領5百騎進入鐮倉並發動政變。不過成氏在事前就得到情報，於夜裡在小山持政等人保護下逃離鐮倉，並在江之島堅守。21日，突入鐮倉的景仲等人為了追擊成氏而追往江之島，而小田持家、宇都宮等綱、千葉胤將為了救援成氏，率軍趕到江之島，兩軍在由比濱交戰。長尾太田軍惨敗，加上主君憲忠在不明情況下，為了救援成氏而命令小幡氏等出陣，於是景仲和資清就逃進資清的主君上杉持朝（前扇谷上杉家當主）的糟谷館（現今神奈川縣伊勢原市）。雖然憲忠完全沒有參與此事，不過襲撃者是長尾和太田的士兵，因此受到處罰（江之島合戰）。
得知這次事態的幕府讓當時復歸管領職的畠山持國作出仲裁，持國下達對成氏有利的裁定。8月4日，成氏返回鐮倉。10月，憲忠恢復職務。在憲忠的求情下，景仲等人亦被赦免。此後，成氏側和憲忠側的武士經常因為押領對方的所領而對立。
對此，取替持國而再次就任管領的細川勝元提出削減鐮倉公方的權力。另一方面，憲忠的義父上杉持朝考慮到繼續對此放任不理的話，會對女婿憲忠的性命有危險，於是秘密與長尾景仲一同進入上杉氏的本國上野國，並準備討伐成氏。而掌握以上行動的成氏和周邊勢力，亦開始秘密準備對抗的策略。

## 經過
享德3年12月27日（1455年1月15日）晚上，身在鐮倉管領屋敷的憲忠收到成氏發出的緊急出仕命令（此時，景仲因為年終將近，於是拜託同樣是家宰的義兄長尾實景留守，自身則前往長尾鄉的御靈宮準備参詣），於是憲忠前往成氏的御所。
憲忠進入御所後，被結城成朝、里見義實、武田信長等軍勢包圍，憲忠在完全無法抵抗的情況下，被結城家臣多賀谷高經（後來的朝經）、氏家兄弟殺死。同時，岩松持國率領的別働隊襲撃管領屋敷，殺死實景等上杉氏家臣。
聞知憲忠被暗殺的景仲返回鐮倉，直接前往管領屋敷放火，並把憲忠的正室（上杉持朝的女兒）等生還者送往持朝的糟谷館避難。到達糟谷館的景仲與持朝和持朝的嫡男顯房（扇谷上杉家當主）、犬懸上杉家的憲秋、小山田上杉家的藤朝等上杉一族要人協議，決定要迎身在京都的上杉房顯（憲忠的弟弟）為次任關東管領和討伐成氏。之後，景仲直接進入領國上野聚集士兵，並派遣使者向越後國守護上杉房定請求援軍，還直接派遣嫡男景信前往京都，把這次事件報告幕府，以及要迎接房顯一事。
翌年（1456年）1月5日，成氏為了攻略上杉氏的本國上野，從鐮倉出發，並進入武藏國府中的高安寺。另一方面，得知此事的持朝為了奪取鐮倉而出陣。翌日，持朝在相模國島河原（現今神奈川縣平塚市）被留守在鐮倉的武田信長迎撃而敗退。得知此事的長尾景仲則直接率領上野和武藏的士兵向府中出撃，上杉一族亦為了與其合流而出陣。
1月21日，結集在府中近郊的上杉軍2千騎攻向高安寺，不過成氏軍率領5百騎向分倍河原出擊，在成氏軍的突撃下，上杉軍陷入混亂，先鋒上杉憲秋在立河原（現今東京都立川市）被敵人直接攻擊，受到致命傷的憲秋在千鈞一髮間被家臣救走，在高幡不動（一説指是荏原郡池上）自殺。得知憲秋自殺的上杉顯房等人被激怒，翌日，顯房率領新力軍5百騎向分倍河原進軍。
在戰鬥開始時，上杉軍的先鋒大石房重等人戰死，不過因為成氏軍亦受到很大傷害，雙方不分勝負，結城成朝等軍勢襲擊上杉軍，因此上杉軍開始後退，更因為前往相模的退路被切斷，上杉軍開始往東面潰走。成朝率領成氏軍繼續追擊，顯房和藤朝在武藏夜瀨（三鷹市）被包圍。24日，顯房和藤朝自殺。成功逃走的長尾景仲則率領殘軍，逃到常陸國小栗城（現今茨城縣筑西市）。

## 戰後
此後，足利成氏乘勢攻略上杉側在武藏國的據點，得知景仲在小栗城後，在3月3日進入下總國古河城，得到那須資持、筑波潤朝、小田朝久等人支援後，開始攻撃小栗城。途中，朝久突然死去。閏4月，成氏軍攻陷小栗城，令景仲敗走。另一方面，顯房的兒子政真被立為在扇谷上杉家當主，而太田資清則負起顯房戰死的責任而出家，資清的兒子資長（後來的太田道灌）就任家宰。
而在京都方面，室町幕府在年初就收到此戰的消息，因為亦有意見同情成氏，於是議論變得相當複雜。3月，因為管領細川勝元的意見，幕府向以上杉氏一族為首和周邊的守護今川範忠（駿河國）、小笠原光康（信濃國）、宇都宮等綱（下野國）、千葉胤直（下總國前守護）等人在下達成氏討伐令。宇都宮氏和千葉氏在江之島合戰中屬於成氏側，宇都宮氏的父親持綱（前代當主）被成氏的父親持氏所殺，因此一直等待復仇的機會，而千葉氏則因為江之島合戰時期的當主兼守護胤將突然死去，與持氏對立的前代當主胤直復歸，於是兩家與今川氏、小笠原氏一同加入成氏討伐軍。
身在京都的今川範忠受後花園天皇賜予錦御旗後，直接返回本國並帶兵出陣。6月16日，擊破武田信長等人，並佔領鐮倉。而越後國守護上杉房定亦秘密從京都進入越後，並擁立新的關東管領上杉房顯，於上野國三宮原（現今群馬縣吉岡町）與岩松持國等在上野的成氏派交戰。另一方面，宇都宮等綱受成氏直接攻撃，因為宇都宮城被攻陷而被重臣們追放；千葉胤直亦被擁立反對討伐軍的親成氏派的馬加康胤的重臣原胤房攻滅。
成氏見到這個狀況後，判斷自己難以返回鐮倉，於是進入古河城，並宣佈古河城成為新的御所，於是被稱為古河公方。此後，成氏軍和上杉軍在關東地方各地繼續交戰，雙方以利根川（當時的利根川與現在的不同，是流向南方的江戶灣）為界，東側被成氏軍佔領，而西側則被上杉側佔領。7月，朝廷以關東的戰亂為理由，把元號改為康正，於是利根川西側使用「康正」的元號，但是東側的成氏陣營不跟隨追討自己不當的朝廷和幕府的改元，依然繼續使用「享德」的元號（之後朝廷5次改元，但是成氏陣營在之後23年間仍然使用「享德」的元號，期間，京都爆發應仁之亂時，依然保持敵對的中立）。
此後，關東地方在之後的28年都陷入被稱為「享德之亂」的狀態。

## 外部連結
- 武家家伝＿足利氏(鎌倉公方) （页面存档备份，存于）
- 武家家伝＿扇谷上杉氏 （页面存档备份，存于）